# El Gigante, Maravatío
El Gigante är en ort i Mexiko.   Den ligger i kommunen Maravatío och delstaten Michoacán de Ocampo, i den södra delen av landet, 150 km väster om huvudstaden Mexico City. El Gigante ligger 1 988 meter över havet och antalet invånare är 709.
Terrängen runt El Gigante är platt åt sydväst, men åt nordost är den kuperad. Runt El Gigante är det ganska tätbefolkat, med 104 invånare per kvadratkilometer. Närmaste större samhälle är Maravatío, 8,9 km söder om El Gigante. I omgivningarna runt El Gigante växer huvudsakligen savannskog.